# MD2 (format de fichier)
Ne doit pas être confondu avec MD2, une fonction de hachage.
MD2 est un format de fichier contenant les données de modèles 3D, utilisé notamment par Quake II. Il date de 1997, et permet de stocker des données géométriques (triangles, sommets des triangles, et sommets des textures) et d'animations par frame.